# Neu-Eichenberg
Neu-Eichenberg est une municipalité allemande située dans le land de la Hesse et l'arrondissement de Werra-Meissner.

## Personnalités liées à la ville
- Erpo von Bodenhausen (1897-1945), général né au château d'Arnstein